# Are 遊 Ready?
『Are 遊 Ready?』（アー ゆう レディ?）は、2022年3月30日にMASTERSIX FOUNDATIONから発売された、遊助の11枚目のオリジナル・アルバム。

## 解説
- 10枚目のオリジナル・アルバム『For 遊』から約1年ぶりのアルバムとなる。2021年6月23日発売の「マジ歌」・2021年9月29日発売の「こむぎ」、2枚のシングルが収録されている-それまでの作品と同じく、遊助がアーティストと「遊turing」した楽曲が収録されている。
- 2019年2月27日発売の「遊助BEST 2009-2019 〜あの・・あっとゆー間だったんですケド。〜」収録の楽曲「History Ⅵ」から約3年ぶりとなるHistoryシリーズ最新作「History Ⅶ」が収録されている。

## 収録内容

### 初回生産限定盤A
CD
1. この船のテーマ [4:18]
作詞：遊助、作曲：浦島健太・Taishi Noguchi
2. オセロ [4:44]
作詞：遊助、作曲：HINATAspring
3. 透明人間 [2:44]
作詞：遊助、作曲：津波幸平(OURMUSIC-2016)
4. こむぎ [3:56]
作詞：遊助、作曲：N.O.B.B・佐藤嘉風
5. FIGHTER 遊turing RED RICE,SHOCK EYE (from 湘南乃風) [4:01]
作詞：遊助・RED RICE・SHOCK EYE、作曲：篤志
6. マジ歌 [3:48]
作詞：遊助、作曲：浦島健太・Yuki Kato
7. 風車 -kazaguruma- [3:41]
作詞：遊助、作曲：佐藤嘉風
8. Name 遊turing 小柳ゆき [3:48]
作詞：遊助・小柳ゆき、作曲：遊助・N.O.B.B・Heartbeat
9. Memories [3:35]
作詞：遊助、作曲：N.O.B.B
10. History Ⅶ [3:21]
作詞：遊助、作曲：篤志
11. 百花繚乱 [3:22]
作詞：遊助、作曲：中村歩・菊池博人
12. Divo Diva [4:43]
作詞：遊助、作曲：Daisuke“D.I”Imai

DVD
1. Making映像
2. FIGHTER 遊turing RED RICE&SHOCK EYE(from 湘南乃風) ドキュメンタリー
3. Name 遊turing 小柳ゆき ドキュメンタリー
4. この船のテーマ 茅野愛衣&菱川花菜 アフレコ映像

### 初回生産限定盤B
CD
1. この船のテーマ
2. オセロ
3. 透明人間
4. こむぎ
5. FIGHTER 遊turing RED RICE,SHOCK EYE (from 湘南乃風）
6. マジ歌
7. 風車 -kazaguruma-
8. Name 遊turing 小柳ゆき
9. Memories
10. History Ⅷ
11. 百花繚乱
12. Divo Diva

フォトブック
遊助の旅するフォトブック豪華撮りおろし32P

### 通常盤
CD
1. この船のテーマ
2. オセロ
3. 透明人間
4. こむぎ
5. FIGHTER 遊turing RED RICE,SHOCK EYE (from 湘南乃風）
6. マジ歌
7. 風車 -kazaguruma-
8. Name 遊turing 小柳ゆき
9. Memories
10. History Ⅷ
11. 百花繚乱
12. Divo Diva
13. 叶わないとしてもただ会いたくて [4:34]
作詞：遊助、作曲：遊助・浦島健太・Furuppe